# Kai Jones
Kai Martinez Jones (Nasáu; 19 de enero de 2001) es un jugador de baloncesto bahameño que pertenece a la plantilla de los Dallas Mavericks de la NBA, con un contrato dual que le permite jugar además en los Texas Legends de la G League. Con 2,11 metros de estatura, juega en la posición de pívot.

## Trayectoria deportiva

### Universidad
Jugó dos temporadas con los Longhorns de la Universidad de Texas, en las que promedió 6,2 puntos, 4,0 rebotes y 1,0 tapones por partido. Al término de su segunda temporada fue elegido mejor sexto hombre de la Big 12 Conference.
El 24 de marzo de 2021, Mann se declaró elegible para el draft de la NBA, renunciando a su elegibilidad universitaria restante.

#### Estadísticas
| Año     | Equipo | PJ | PT | MPP  | %TC  | %3P  | %TL  | RPP | APP | ROB | TPP | PPP |
| ------- | ------ | -- | -- | ---- | ---- | ---- | ---- | --- | --- | --- | --- | --- |
| 2019–20 | Texas  | 27 | 10 | 16.7 | .500 | .292 | .636 | 3.2 | .4  | .5  | 1.1 | 3.6 |
| 2020–21 | Texas  | 26 | 4  | 22.8 | .580 | .382 | .689 | 4.8 | .6  | .8  | .9  | 8.8 |
| Total   | Total  | 53 | 14 | 19.7 | .553 | .345 | .677 | 4.0 | .5  | .7  | 1.0 | 6.2 |

### Profesional
Fue elegido en la decimonovena posición del Draft de la NBA de 2021 por los New York Knicks, pero fue automáticamente traspasado a Charlotte Hornets, equipo con el que firmó contrato el 3 de agosto.
Tras dos temporadas en Charlotte, el 30 de septiembre de 2023, el equipo anunció que no participaría en la pretemporada debido a varios mensajes publicados en sus redes sociales. El 9 de octubre, pidió expresamente su traspaso y dos días después fue cortado.
El 15 de marzo de 2024 firma un contrato de diez días con Philadelphia 76ers. Sin embargo, solo jugó para los Delaware Blue Coats, el filial de la G League de los Sixers.
El 14 de abril de 2024 fichó por Los Angeles Clippers de cara a los playoffs, pero no llegó a debutar. En julio de 2024 acuerda renovar su contrato con los Clippers. El 19 de octubre la franquicia convirtió su contrato en dual. Fue despedido el 1 de marzo de 2025. Dos días más tarde firmaba un contrato dual con los Dallas Mavericks y su filial en la G League, los Texas Legends. En su primer partido con los Mavs, ese mismo día, consiguió 21 puntos y 8 rebotes ante Sacramento Kings.

### Selección nacional
Jones fue miembro del equipo de Bahamas júnior, que disputó Centrobasket Sub-17 de 2019, finalizando en séptima posición.

## Estadísticas de su carrera en la NBA

### Temporada regular
| Año     | Equipo        | PJ  | PT | MPP  | %TC  | %3P  | %TL  | RPP | APP | ROB | TPP | PPP  |
| ------- | ------------- | --- | -- | ---- | ---- | ---- | ---- | --- | --- | --- | --- | ---- |
| 2021-22 | Charlotte     | 21  | 0  | 3.0  | .643 | .500 | .375 | .5  | .2  | .0  | .1  | 1.0  |
| 2022-23 | Charlotte     | 46  | 0  | 12.0 | .558 | .211 | .731 | 2.7 | .3  | .4  | .7  | 3.4  |
| 2024-25 | L.A. Clippers | 28  | 0  | 7.4  | .722 | .000 | .750 | 1.6 | .4  | .2  | .5  | 2.2  |
| 2024-25 | Dallas        | 12  | 6  | 21.7 | .836 | .333 | .700 | 6.6 | 1.3 | .8  | .8  | 11.4 |
| Total   | Total         | 107 | 6  | 10.1 | .671 | .231 | .682 | 2.4 | .4  | .3  | .5  | 3.5  |